# Agustí Castellà Trulls
Agustí Castellà Trulls (- Tolosa de Llenguadoc, 1947) fou un sindicalista català. Havia estat barber a Sant Vicenç de Castellet, treballà com a funcionari a l'Ajuntament de Barcelona i també feu de taxista. Fou militant de la CNT i redactor de Solidaridad Obrera de Barcelona el 1916 i fou empresonat al vaixell Pelayo durant la vaga de La Canadenca a Barcelona el gener de 1919. Fou company de Teresa Muntaner, vídua de Salvador Seguí i en proclamar-se la Segona República Espanyola s'afilià a ERC. Durant la guerra civil espanyola va ser comissari municipal d'Espinelves i Riudarenes. El 1939 s'exilià a França, d'on ja no va tornar.